# Awad El Karim Makki
Awad El Karim Makki (Sudán, 12 de junio de 1992) es un atleta sudanés especializado en la prueba de 400 m, en la que consiguió ser medallista de bronce mundial juvenil en 2009.

## Carrera deportiva
En el Campeonato Mundial Juvenil de Atletismo de 2009 ganó la medalla de bronce en los 400 metros, llegando a meta en un tiempo de 47.15 segundos, tras el granadino Kirani James (oro con 45.24 segundos) y el estadounidense Joshua Mance.